# Madame Bovary
För andra betydelser, se Madame Bovary (olika betydelser).
Madame Bovary är en roman från 1856 av den franske författare Gustave Flaubert. Den är Gustave Flauberts första publicerade roman och anses av många kritiker vara ett mästerverk. Handlingen kretsar kring en doktors fru, Emma Bovary, som har sexuella affärer och lever bortom sina tillgångar som ett sätt att fly det banala och innehållsfattiga landsortlivet. Även om handlingen i sig är ganska simpel – till och med arketypisk – ligger romanens storhet i dess detaljer och gömda mönster. Flaubert var en notorisk perfektionist och hävdade alltid att han letade efter le mot juste ("det rätta ordet").
När romanen först publicerades som en följetong i Revue de Paris mellan 1 oktober och 15 december 1856 orsakade den stor skandal, och offentliga åklagare attackerade den för oanständighet. Rättegången, som hölls i januari 1857, gjorde berättelsen ökänd, så efter Flaubert frikändes den 7 februari 1857 blev Madame Bovary en bästsäljare när den publicerades i sin helhet för första gången i april 1857. Verket anses nu vara ett betydelsefullt verk inom realismens litteratur, samt en av de mest inflytelserika romaner som någonsin har skrivits. Den har bland annat kallats "den mest perfekta boken."

## Handling
Romanen börjar med en ingående beskrivning av Charles Bovarys föräldrar, hur de träffas och varför de gifte sig. Därefter får vi följa Charles upp till mogen ålder och vet vid det laget att han är en inte alltför intressant person, ganska grå, ambitionsbefriad och modersstyrd. På moderns inrådan gifter han sig med en rik änka som, visar det sig, inte alls är särskilt rik. Medan han behandlar en rik godsägares benbrott, träffar han på bondens dotter Emma. Han inser först inte att han är förälskad i henne, men när änkan dör gifter han och Emma sig så fort sorgeåret är över.
Efter att nyhetens behag har falnat finner Emma sitt liv med Charles alldagligt och tråkigt. Hon börjar förakta och avsky Charles, inte minst för hans låga svansföring och brist på ambitioner. De bjuds till bal på adelsfamiljen La Vaubyessards närliggande slott, där Emma får en inblick i den värld som hon kunde ha blivit en del av. Minnena från balen återkommer genom romanen som en skarp kontrast till det händelselösa och kvävande liv hon lever som hemmafru till en assisterande läkare (han lyckades aldrig avlägga en ordentlig läkarexamen) i den lilla byn, en "liten normandisk köping med sitt värdshus, sin kyrka och sitt apotek runt torget och saluhallen." Apotekaren, Homais, är en av romanens största karikatyrer och är en satir över småstadens borgare: en totalt självupptagen man som skryter vitt och brett om sina kunskaper och allt han läst och kan, skriver i tidningen och känner viktigt folk men är snål, grinig och totalt egoistisk.
Emma och Charles får en dotter – Berthe. Dottern tas till största delen hand om av en amma och av hushållerskan. Emma skaffar sig älskare, först en rik jordägare, Rodolphe Boulanger, och sedan advokatbiträdet Léon. Efter hand tar fantasierna från alla de många romaner hon har läst och levt sig in i över och hon realiserar de bilder av romantik, erotik och flärd som hon inhämtat därifrån. Men hon är omättlig och hittar inte den lycka och njutning som hon så desperat söker.
Rodolphe, hennes första älskare som är en riktig kvinnokarl, förför henne på ett rätt utstuderat och rutinerat sätt. Emma däremot är ytterst naiv. Efter hand blir Emmas överdrivna romantik och krav på kärleksbevis belastande för honom och dagen innan de tu på Emmas initiativ ska rymma tillsammans meddelar han henne per brev i ett raffinerat ordalag som ger utrymme för romantiska tolkningar att han är tvingad att avstyra de förestående resplanerna och att deras affär är slut. Emma blir utom sig och faller in i en lång period av psykisk sjukdom. Emma återhämtar sig sakta, bland annat genom att tillfälligtvis hänge sig åt religionen istället. En dag råkar hon åter träffa den unge Léon som hon tidigare varit så nära att ge sig åt. Denna gång inleder de ett passionerat förhållande. Léon framstår som oskyldigare och mer romantisk till sin läggning jämfört med Rodolphe. Han beundrar verkligen Emma, men även han blir efter hand besvärad av hennes utsvävningar och känner sig snärjd i och rädd för Emmas behov av total dyrkan.
Charles å sin sida älskar Emma över allt annat, och ser inte det destruktiva mönster som hon ger sig in i. Hon väver en väv av skulder och lögner som till slut kväver henne varefter hon begår självmord med hjälp av arsenik. Efter Emmas död dör även Charles, och Berthe skickas iväg till en fabrik som ägs av en avlägsen släkting i brist på bättre alternativ. Boken avslutas med att Homais, Flauberts största karikatyr, mottar hederslegionen.

## Bakgrund
Romanens författare, Gustave Flaubert, föddes i Rouen 1821, och var son till en framgångsrik doktor. Han läste och uppskattade Victor Hugo, Goethe, Vigny och Lord Byron. Han påbörjade en advokatutbildning, men fick 1844, vid 23 års ålder, sin första av sina så kallade "nervösa attacker" – konvulsioner och hallucinationer följt av koma – närmast epileptiskt, även om han aldrig diagnosticerades med det. Han var tvungen att avsluta sin advokatutbildning och ägnade sig istället hängivet åt skrivandet.
Efter en tid utomlands återvände han till Frankrike 1851 och började samma höst skriva på Madame Bovary med inställningen att det skulle bli ett mästerverk. Han hade tidigare försökt att rekonstruera den helige Antonius frestelser i Fausts stil, men närstående rådde honom att skriva något som bättre motsvarade den då nyligen uppkomna realismen. Det finns många teorier om varifrån inspirationen till romanen kom, men Söderbergh nämner i introduktionen till sin översättning av verket att historien har sitt ursprung i "den sanna historien ur livet om den lilla läkarfrun Delphine Delamare, född Coutourier, romanens Emma Bovary." Det tog Flaubert fem år att avsluta Madame Bovary, trots ofta mer än 16 timmars arbete med den om dagen. Kvar finns en dossier på 1 800 sidor tills Flaubert "le mot juste". Han valde att författa en oheroisk och medioker skildring av bylivet som en del av den framväxande bourgeoisien i det provinsiella Frankrike. Detta skulle göras genom den mest förutsägbara av handlingar: en medioker och nöjd man och en uttråkad och vacker hustru, vars sökande efter romansen leder till hennes egen död.
Romanen är så noggrant och verklighetstroget skildrad att man har kunnat konstatera att den fiktiva byn Yonville L'Abbaye, där handlingen utspelas, troligen motsvaras av Ry. Man har också kunnat hitta tecken på att Charles Bovary i verkligheten existerade som Eugène samt att Rodolphe hette Louis Campion och begick självmord 1852. Därutöver har man kunnat finna verkliga motsvarigheter till Léon och Lheureux, och det finns kvar intervjuer från tjänarinnan Félicité och kusken Hivert från 1900-talet. I mantalslängderna finns dessutom både Homais och abbén Bournisien återgivna.
Romanens undertitel är Moeurs de province, ordagrant "provinsiella liv", av Söderbergh översatt som "Sedeskildring från landsorten", vilket är viktigt för förståelsen av boken. Frankrike var ett land av kontraster: Parisbon till skillnad mot invånaren i det av Flaubert skildrade samhället skilde sig markant. Parisbon var allmänt sedd som en elegant, utbildad och cynisk människa, jämfört med den sämre, trångsynta och avundsjuka provinsbon. Redan tidigare hade Balzac framställt dessa stereotyper, vilket Flaubert spann vidare på. När romanen författades gick Frankrike genom stora sociala förändringar, men genom att placera handlingen till långt från moderniteter under den gamla tidens sista år skapar Flaubert bilden av en långsamt döende värld.
| ”                   | [Madame Bovary] förhåller sig till romantiken som Don Quijote till riddarromanen. | „ |
| – Söderbergh, s. 10 |                                                                                   |   |

## Stil
Stilen som är kännetecknande för Madame Bovary är en med få dialoger och få långa tal. Det finns ingen uppenbar berättare, utan en röst som till synes kommer från ingenstans. Istället för långa och många dialoger beskrivs små detaljer ytterst utförligt, som det kända exemplet med Charles Bovarys hatt. Boken skulle imitera språket, rytmen, tonen och livsformen av bourgeoisien i det provinsiella Frankrike. Med hjälp av erotik, sentimentalitet och ironi skulle den bli prosaisk och opersonlig, vilket vidare betonades genom det klichéfyllda språket. Dessa kännetecken kom senare att influera många framgångsrika författare, som Zola, Joyce, Kafka och Sartre.

## Mottagande
Romanen har länge ansetts vara en av de bästa romaner som någonsin skrivits, och har ofta beskrivits som ett "perfekt" stycke fiktion. Henry James skriver att "Madame Bovary innehar en perfektion som inte bara får den att sticka ut, utan som får den att nästan stå helt ensam: den innehar en så överväldigande oåtkomlig självsäkerhet att den både väcker och utmanar omdömet." Giorgio de Chirico konstaterade att, enligt hans egen åsikt, är Madame Bovary "sett till berättandet […] den mest perfekta boken."

## Tolkningar
Man kan se Gustave Flauberts bok Madame Bovary som en uppgörelse eller en kamp mellan det vanliga, normala, tråkiga å ena sidan och det annorlunda, spännande, upphetsande å andra sidan. Emma är uppvuxen med romantisk litteratur, och hennes rosaskimrande drömmar om kärleken kontrasteras mot den grå vardagen i den lilla staden långt från Paris. Hon skaffar sig en karta över Paris och drömmer sig bort, medan hennes älskare och hennes make trivs där de är.
Madame Bovary har kallats den första naturalistiska romanen. Flaubert använder ett mycket poetiskt språk och det tog honom nästan fem år att med pedantisk noggrannhet plita ned alla detaljer. Flaubert beskriver människor och ting detaljerat och till synes neutralt, men han gör det på ett sätt som gör att vi kan ana oss till deras inre väsen. I början av boken beskrivs Charles Bovarys mössa så detaljerat att man exakt lär känna hans personlighet.
Romanen kan ses som en kritik mot den borgerliga medelklassen under andra kejsardömet för att ha övergett sina ideal från februarirevolutionen 1848. Flaubert åtalades för att med romanen ha sårat tukt och sedlighet, och åklagaren ansåg att romanen var en hyllning till otroheten. Flauberts försvarsadvokat övertygade dock rätten att romanen tvärtom var en moralisk berättelse. Den har också setts som en kritik mot läsning och framförallt romanens framväxt, i det att litteraturen hon läser förskjuter hennes verklighetsuppfattning och får henne att sträva efter ett liv som inte är möjligt.